# Fight (альбом)
Fight (с англ. — «Борьба») — восьмой студийный альбом немецкой рок-певицы Доро, выпущенный 19 августа 2002 года лейблом Steamhammer.

## Приём
| Оценки критиков | Оценки критиков |
| Источник        | Оценка          |
| --------------- | --------------- |
| AllMusic        | [ 1 ]           |
| Dark City       | [ 2 ]           |
| Painkiller      | [ 3 ]           |
| Play            | [ 4 ]           |
| Rock Hard       | [ 5 ]           |

Альбом был неоднозначно встречен музыкальными критиками.
Обозреватель журнала Painkiller SpineRodent выставил Fight максимальную оценку — 5 баллов из 5. По представлению автора обзора, Доро является единственной женщиной в мире тяжёлой музыки, «которая с начала и до конца была верна себе и тому стилю, который она выбрала в далёком 83».
Несколько более сдержанно альбом был оценён рецензентом онлайн-сервиса AllMusic Алексом Хендерсоном — на 4 балла из 5. Согласно Хендерсону, для фанатов Доро Fight станет «вдохновенным, сосредоточенным и приносящим удовлетворение» дополнением к каталогу исполнительницы. Рецензент также подчеркнул, что на своём восьмом альбоме певица разнообразила звучание элементами альтернативного метала (что особенно очевидно в заглавной композиции и песне «Descent»), но при этом не стала радикально порывать с собственным устоявшимся стилем (в отличие от, к примеру, Томми Ли из группы Mötley Crüe).
На автора журнала Rock Hard Яна Яэдике запись также произвела благоприятное впечатление (7,5 балла из 10). При прослушивании Fight журналист не обнаружил ничего, что можно было бы рассматривать как движение к излишне коммерциализированному звучанию. Подводя итог рецензии, Яэдике назвал Fight квинтэссенцией основных составляющих стиля певицы (за вычетом песни «Descent», одновременно звучащей как слегка депрессивная композиция Доро и типичный рок-номер Type O Negative).
По-другому акценты были расставлены обозревателем журнала Play Всеволодом Барониным, выставившим Fight оценку в 3 балла 5. По мнению Баронина, с музыкального пространства альбома «прёт такая неземная человеческая усталость, ещё и усугублённая мерзким гитарным перегрузом», что становится решительно непонятно, как это ранее Доро удавалось задорно исполнять такие бойкие песни, как «All We Are», «East Meet West» и «Metal Tango». Обозреватель также выразил убеждённость, что певица «очень хочет быть модной», и именно этим объясняется решение Доро записать для альбома «полурычальный и дурно-апокалиптический дуэт „Descent“ с предводителем Type O Negative Питером Стилом».
Рецензент журнала Dark City Srgn. также оценил Fight на 3 балла из 5. Отметив, что с течением времени многим поклонникам тяжёлого метала «Доро Пеш уже проела плешь своей музыкой», Srgn. и на седьмом студийном альбоме певицы не обнаружил признаков оригинальности и музыкальных новаций. В итоге главными побудительными мотивами к прослушиванию Fight рецензентом были признаны внешние данные и сценический облик Доро.

## Список композиций
| №   | Название               | Автор(ы)                                    | Длительность |
| --- | ---------------------- | ------------------------------------------- | ------------ |
| 1.  | «Fight»                | Джо Тейлор, Ник Дуглас, Доро Пеш, Джонни Ди | 4:09         |
| 2.  | «Always Live to Win»   | Пеш, Крис Литц                              | 3:01         |
| 3.  | «Descent»              | Тейлор, Пеш                                 | 4:02         |
| 4.  | «Salvaje»              | Жан Бовуар, Пеш, Пури                       | 2:47         |
| 5.  | «Undying»              | Пеш, Гэри Скраггс                           | 4:06         |
| 6.  | «Legends Never Die»    | Джин Симмонс                                | 5:21         |
| 7.  | «Rock Before We Bleed» | Пеш, Литц                                   | 4:22         |
| 8.  | «Sister Darkness»      | Бовуар, Тейлор, Пеш, Дуглас, Ди             | 4:46         |
| 9.  | «Wild Heart»           | Расс Баллард, Пеш, Крис Уинтер              | 4:32         |
| 10. | «Fight by Your Side»   | Пеш, Скраггс                                | 3:49         |
| 11. | «Chained»              | Пеш, Скраггс                                | 4:15         |
| 12. | «Hoffnung (Hope)»      | Андреас Брун, Пеш, Хайке Йегер              | 4:37         |

| №   | Название      | Автор(ы) | Длительность |
| --- | ------------- | -------- | ------------ |
| 13. | «Song for Me» | Скраггс  | 4:31         |

| №   | Название                        | Длительность |
| --- | ------------------------------- | ------------ |
| 13. | «Song for Me»                   | 4:31         |
| 14. | «Untouchable»                   | 2:44         |
| 15. | «Tourjour pour Gasner»          | 3:05         |
| 16. | «Always Live to Win» (Acoustic) | 3:10         |
| 17. | «Breaking the Law» (Acoustic)   | 5:30         |

## Участники записи

### Члены группы
- Доро Пеш — вокал
- Ник Дуглас — бас, клавишные
- Джо Тейлор — гитара
- Джонни Ди — ударные
- Оливер Палотаи — клавишные, гитара
- Крис Литц — гитара, бас, клавишные

### Приглашённые музыканты
- Питер Стил — вокал на «Descent»
- Крис Каффри — специальные гитары на «Salvaje» и гитарные соло на «Descent»
- Жан Бовуар — гитара на «Sister Darkness»
- Андреас Брун — гитары на «Legends Never Die»
- Юрген Энглер — EBow на «Legends Never Die»
- Михаэль Фосс — гитара на «Legends Never Die»
- Расс Баллард — гитара на «Wild Heart»
- Крис Уинтер — клавишные на «Wild Heart»

### Технический персонал
- Доро Пеш, Дэн Мальш, Крис Литц — продюсирование
- Джо Уэст, Литц, Мальш — запись
- Мальш, Литц — микширование

## Хит-парады
| Хит-парад (2002)                | Высшая позиция |
| ------------------------------- | -------------- |
| Германия (Offizielle Top 100)   | 18             |
| Швейцария (Schweizer Hitparade) | 100            |